# Schloss Mutzschen

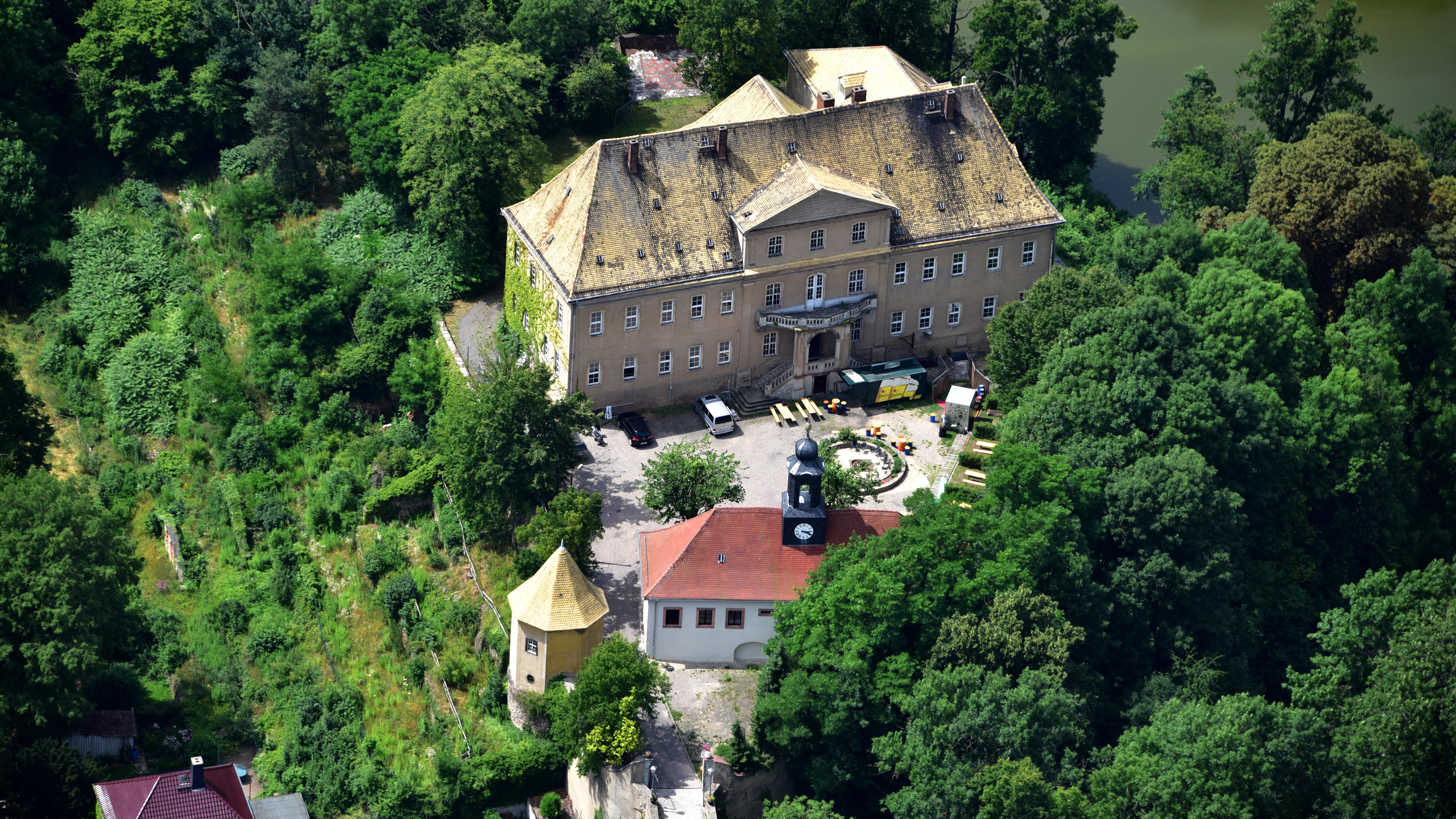
Schloss Mutzschen, Luftaufnahme (2017)

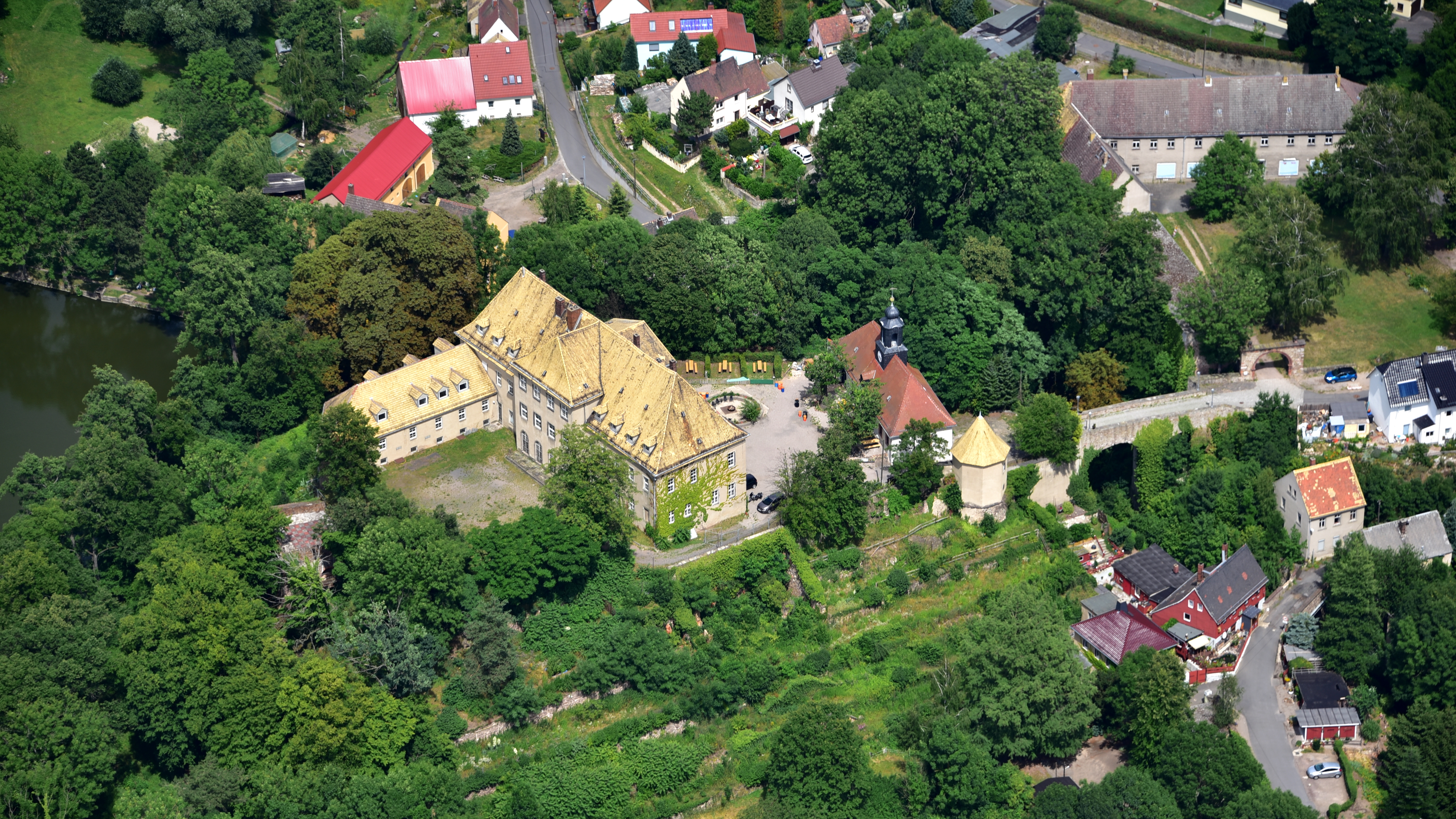
Rückwärtige Ansicht, Luftaufnahme (2017)

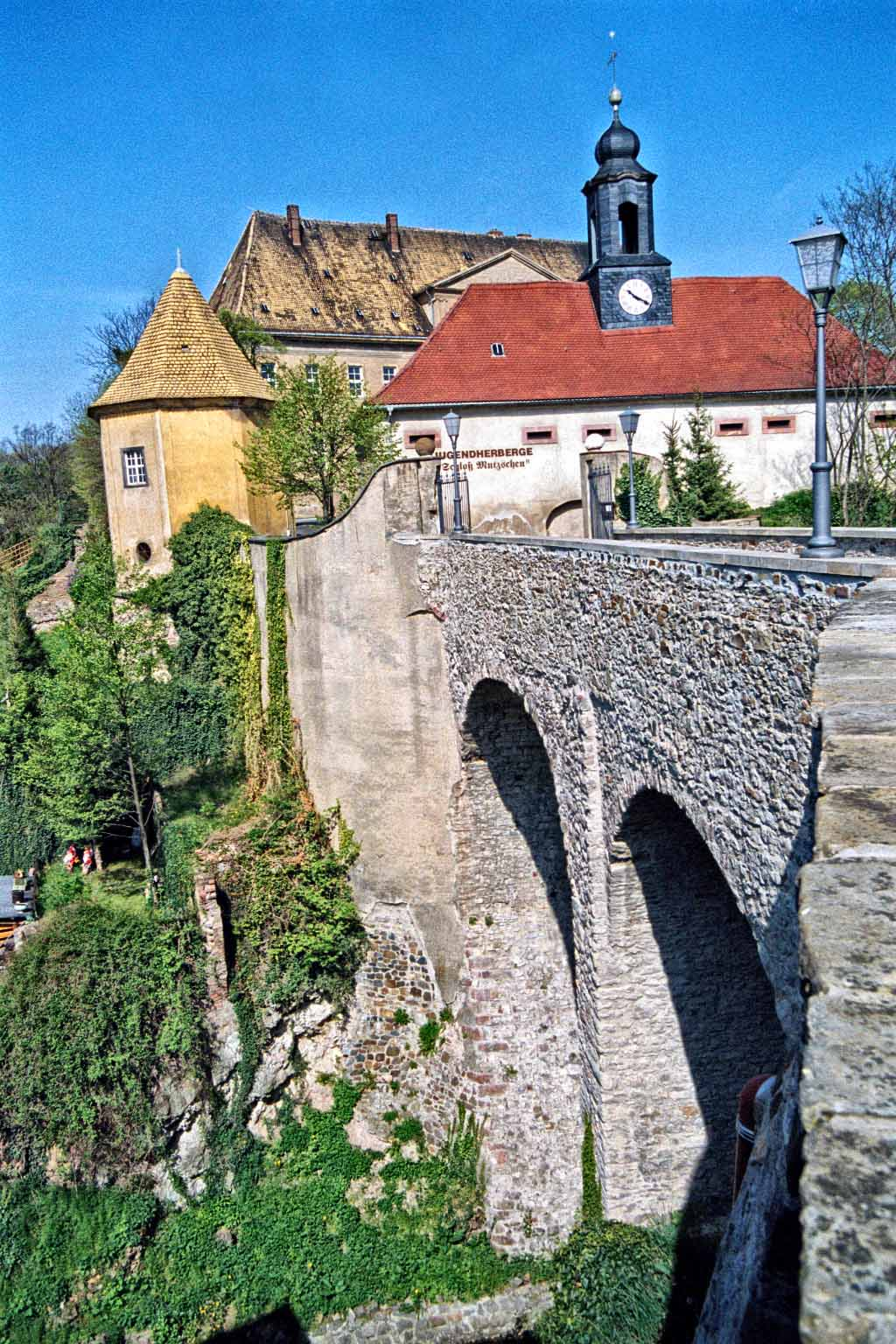
Schloss Mutzschen Haupteingang

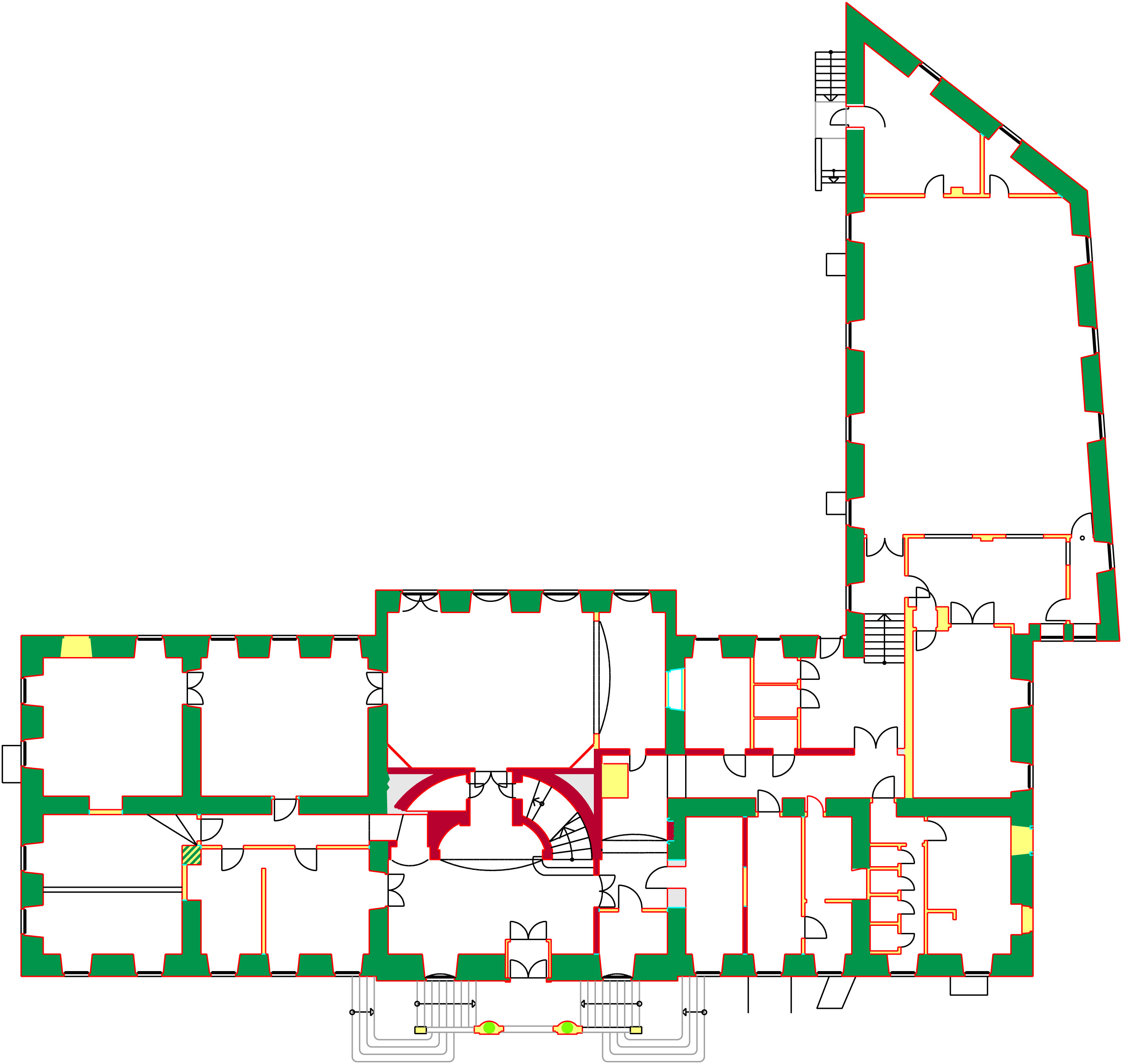
Grundriss Erdgeschoss (Farben: dunkelgrün um 1700, hellgrün 2. Hälfte. 18. Jh. (nach 1754), rot nach 1775, gelb 20. Jh., grau Baualter unklar)

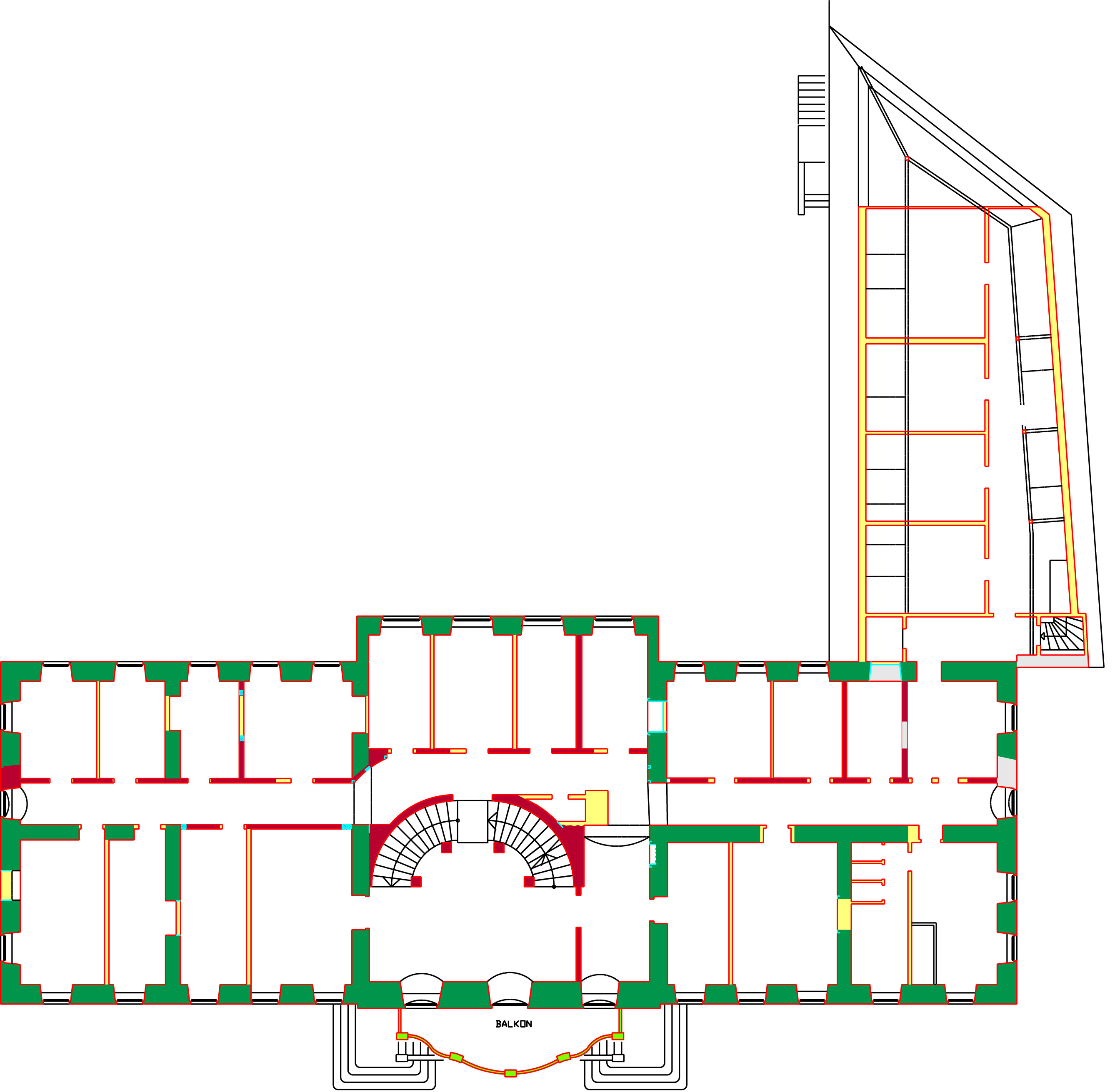
Grundriss Obergeschoss

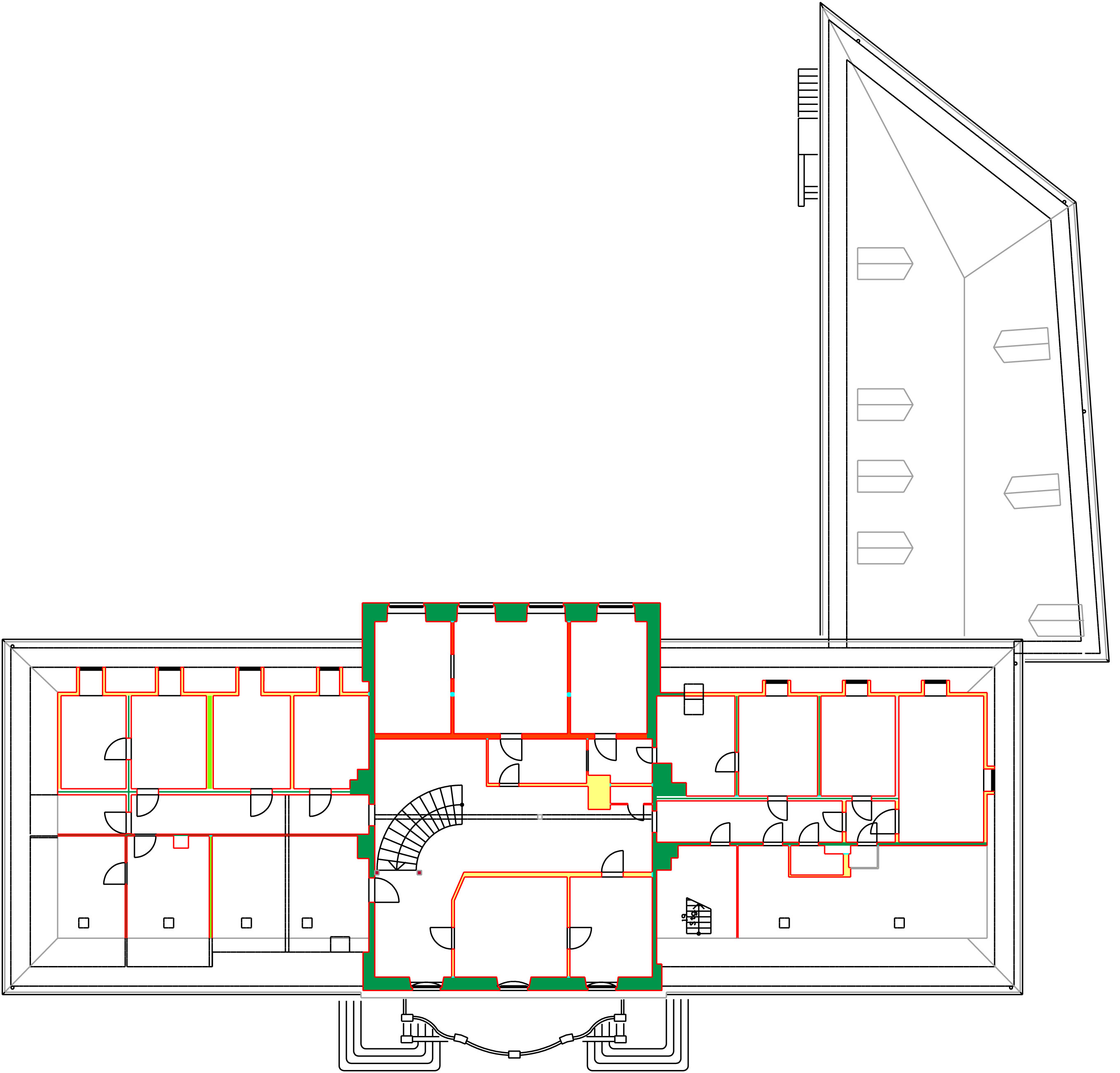
Grundriss Dachgeschoss

Das Schloss Mutzschen liegt am Rand der Innenstadt von Mutzschen östlich von Grimma im Landkreis Leipzig in Sachsen auf einem Sporn über dem Mutzschener Wasser. Bereits in der frühen Bronzezeit erhob sich hier eine Befestigungsanlage der Lausitzer Kultur, als Zweig der Aunjetitzer Kultur. Nachgewiesen wurde eine ins 9. Jahrhundert datierte wendische Burganlage und nach der Ostbesiedlung in der zweiten Hälfte des 10. Jahrhunderts ein früher Burgward. Von der mittelalterlichen Burg haben sich oberirdisch keine Baureste erhalten. Zu dem heute sichtbaren barocken Schloss, einem zweigeschossigen Bau mit übergiebeltem Risalit, gehören das Torwächterhaus, ein achteckiger Flankierungsturm, die Schlossbrücke, die vorgelagerten Reste des Rittergutes auf dem Gelände der Vorburg, die Terrassengärten, ein ausgedehnter, naturbelassener Park und ein angestauter Schlossteich mit Schlossmühle, die Schlosshäuser mit dem Salzschank und die Häuser unter dem Schloss.

## Lage

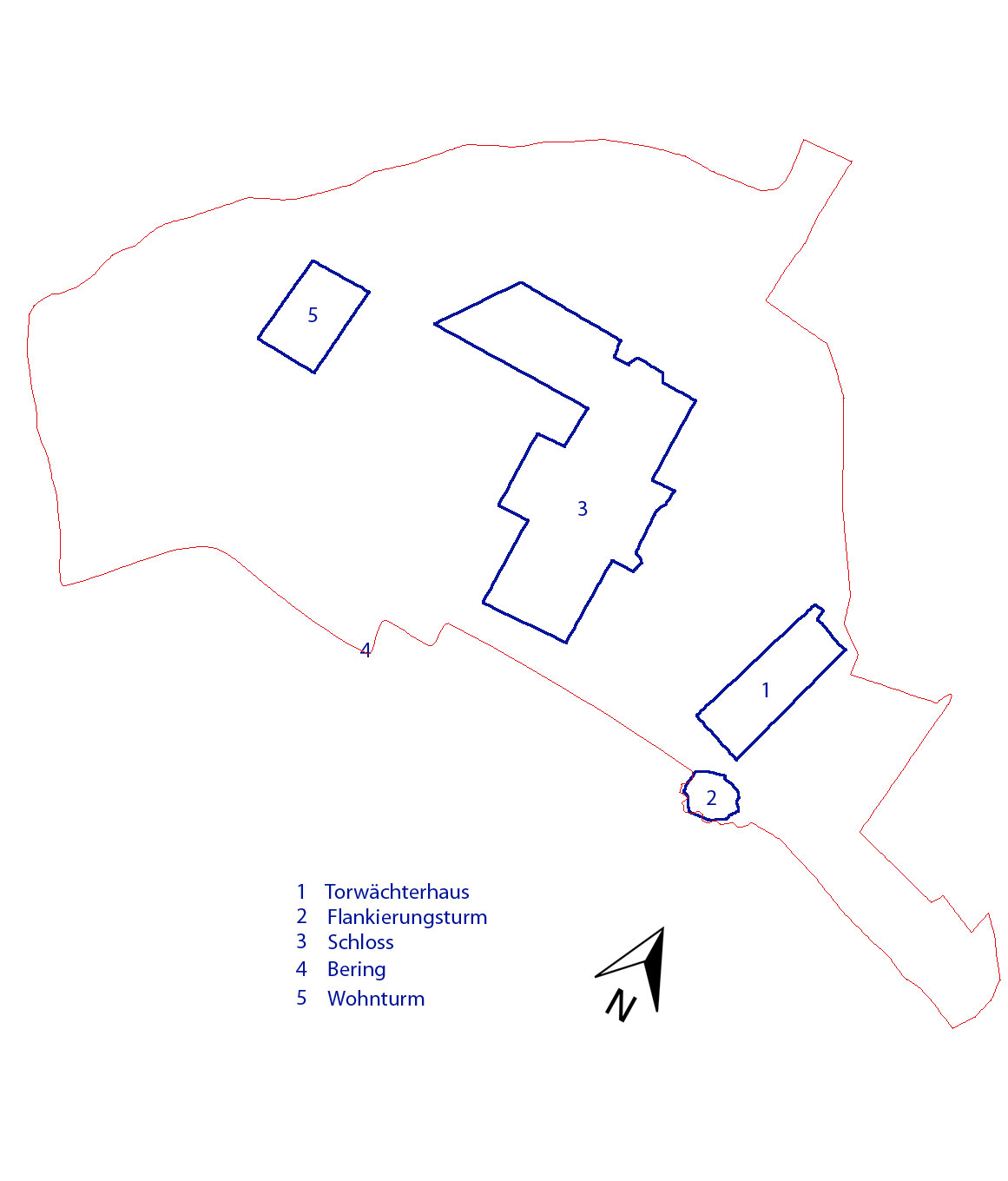
Lageplan der Anlage

Die Burg liegt auf einem etwa 50 × 80 Meter (m) großen ovalen Plateau auf einem Geländesporn. Dieser befindet sich bis zu 20 m über dem Mutzschener Wasser und wird von drei Seiten in einer Schleife umflossen. Eine vierte Seite bildet der im Mittelalter geschaffene Kehlgraben. Dadurch entstand die heute sichtbare 18 m tiefe Teilung der Anlage. Über diesen Graben führte ursprünglich eine hölzerne Zugbrücke, welche durch Umgestaltung durch die heute sichtbare Steinbrücke ersetzt wurde.

## Baubeschreibung

### Schloss
Das Schloss wurde nach völliger Zerstörung vom großen Stadtbrand von 1681 im Jahre 1703 neu erbaut und 1754 erneuert. Der Bau hatte hofseitig ursprünglich dreizehn Fenster, heute siebenundzwanzig. Vor dem hofseitigen Mittelrisalit, der durch beide Hauptgeschosse greifende toskanische Halbsäulen eingefasst wird, befindet sich eine Freitreppe, mit zwei, einen breiten Balkon tragenden Säulen. Unter dem Dreiecksgiebel mit einer lateinischen Inschrift befinden sich gekuppelte ionische Pilaster. In der Inschrift steht: 
„Dieses Haus, welches Herr von Kanitz des mächtigsten Königs von Polen und Kurfürsten zu Sachsen, General-Leutnant im Jahre 1703 von Grund aus aufbaute, hat der berühmte und ausgezeichnete Herr Otto Friedrich von Zanthier des Königs von Polen und Kurfürsten zu Sachsen Geheimer Rat erneuert und mit einem Vorbau und anderen neuen Bauwerken verziert, im Jahre 1754“.
In einem Raum im Erdgeschoss sind Reste barocker Malerei zu finden.

### Turmgebäude (Torwächterhaus)
Nach dem großen Stadtbrand 1681 war auch das Torwächterhaus bis auf die Grundmauern zerstört. Das dem Schloss gegenüberliegende Turmgebäude, datiert in die Bauzeit 1754, war ursprünglich der Wohnsitz des Schlossverwalters. Das Dach mit seinem Barockturm weist Ähnlichkeiten mit der Barockhaube des Hauptgebäudes der Hubertusburg auf. Die ehemaligen Tür- und Fenstersimse aus Rochlitzer Porphyr vom Vorgängerbau wurden 1754 wiederverwendet. Die Wetterfahne wurde als Karpfen gestaltet, als Hinweis auf die in dieser Region um 1500 zahlreich angelegten Fischteiche, wodurch die Mutzschener Teichwirtschaft entstand. 1989 fertigte die Firma Eckelmann aus Zschoppach eine Replik an, die bei der Neueindeckung des Daches angebracht wurde. In den siebziger Jahren des vorigen Jahrhunderts wurden am nördlichen Schlosshang die Bäume und Büsche entfernt. Nach mehreren Regengüssen und der damit verbundenen Erdaufweichung, wodurch der Hang ins Rutschen geriet und am östlichen Teil des Gebäudes Risse entstanden, ein Teil des Gebäudes abzurutschen begann und vollständig abgetragen werden musste. Die Heimatstube, die in diesem Teil des Gebäudes untergebracht war, musste ausgelagert werden und konnte erst 1999 nach umfangreichen Sanierungsarbeiten ins Torwächterhaus wieder einziehen.

### Flankierungsturm
Der unmittelbar neben dem Haupteingang gelegene Flankierungsturm wird umgangssprachlich als „Hungerturm“ bezeichnet. Seine Aufgabe diente dem Flankierungsschutz der inneren Wehrmauer, der Sicherung der Zugbrücke und der Unterbringung des Wachpersonals. Dazu diente ein beheizbarer Raum mit eingebautem Schüsselkachelofen. In das darunterliegende fensterlose Gefängnis führt eine kurze Steintreppe. In dessen darin sichtbaren Umfassungsmauern ist eine mit menschlichen Fingern gekratzte Öffnung zu sehen. Das heute sichtbare Niveau des Geländes liegt etwa 2,5 m höher als bei der ursprünglichen Erbauung. Die Tür des ehemaligen Wachraumes war aus diesem Grunde im Laufe der Jahrhunderte nicht mehr benutzbar und musste 1960 zugeputzt werden. Im Obergeschoss werden durch das Heimatmuseum Sonderausstellungen gestaltet, so 2011 im Rahmen der 3. Sächsischen Landesausstellung zum Thema Via Regia.

### Wohnturm
Unterhalb und hinter dem zweiten Schlosshof in Richtung Bergsporn befindet sich ein quadratischer Bau, welcher möglicherweise Reste eines Wohnturmes darstellt und im unteren Teil des Mauerwerks auf das 10. bis 11. Jahrhundert datiert wird. Im Winter sind an der eingezogenen Decke Fledermäuse zu finden.

## Geschichte

### Frühbronzezeitliche Anlage
Die 1972 stattgefundene Grabung unter Willfried Baumann ergab, dass sich unter den mittelalterlichen Schichten auf dem Mutzschener Schlossberg eine 0,25 ha große frühbronzezeitliche Besiedlung befindet, welche durch den zwei Meter tiefen und sieben bis acht Meter breiten Kehlgraben befestigt war. Eine Wallbefestigung wurde bei dieser Grabung nicht festgestellt.

### Frühes und hohes Mittelalter

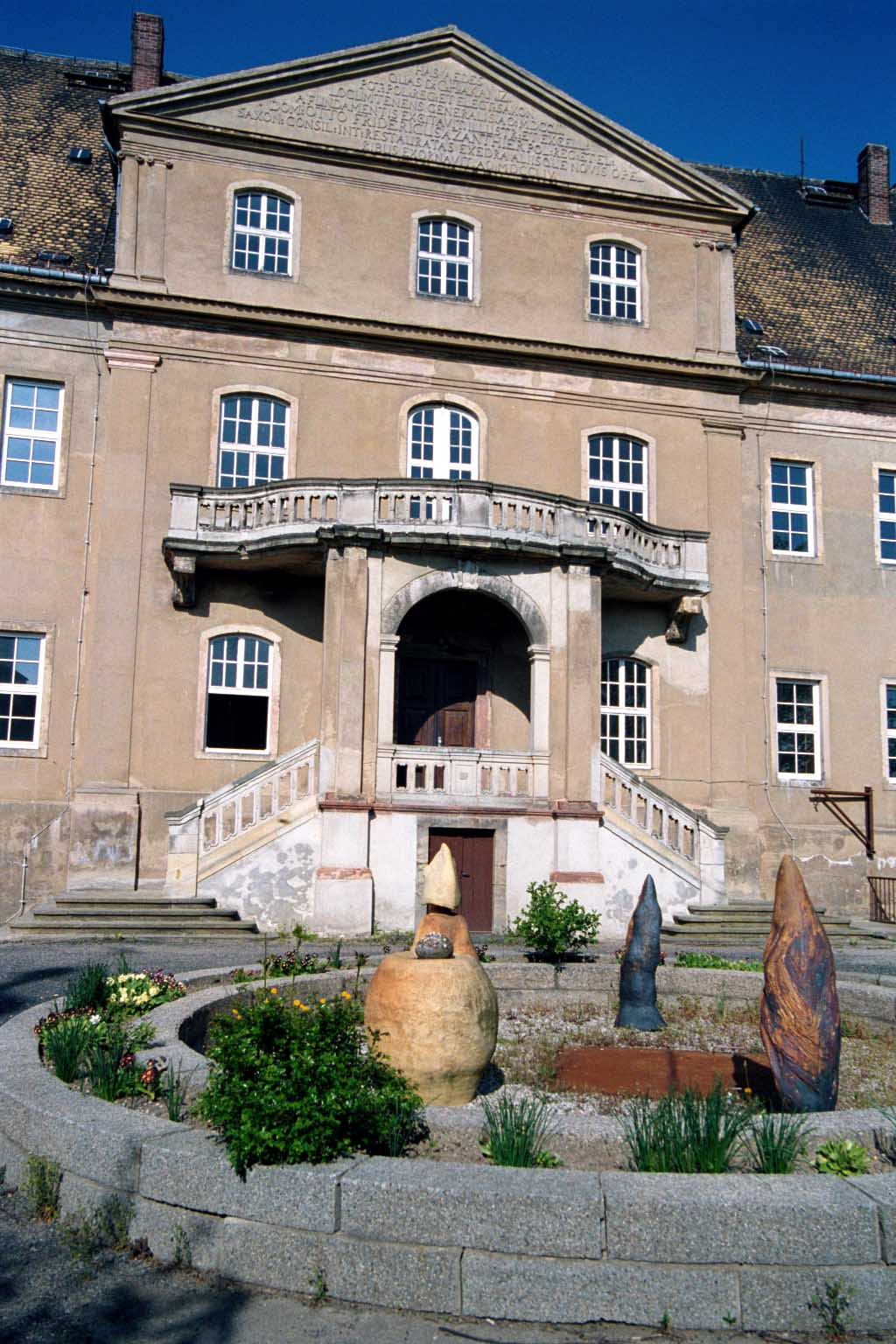
Schloss Mutzschen Hofseite

Archäologische Funde von Keramik der Leipziger Gruppe zeigen, dass der Bergsporn im 9. und frühen 10. Jahrhundert nach der Völkerwanderung durch Slawen wiederbesiedelt wurde. Aufgrund der Geländesituation handelt es sich um eine natürliche Befestigung. So gehört Mutzschen zusammen mit weiteren Burgen östlich der Mulde wie Wurzen, dem Sonnenmühlwall in Oelschütz, Nerchau, Döben, Polkenberg und Dahlen-Zissen zu dem von Wenden besiedelten Landstreifen östlich der Mulde, der im 10. Jahrhundert als Chutizi orientalis Teil des pagus Chutizi wurde. Wilfried Baumann, sowie später Gerhard Billig und Karlheinz Blaschke vermuteten, dass sich in Mutzschen in der zweiten Hälfte des 10. Jahrhunderts das Zentrum eines deutschen Burgwardes befand. Für Mutzschen als Mittelpunkt spricht die Kirche in der ehemaligen Vorburg, die zwar erst zum Jahr 1341 mit der Nennung eines plebanus bezeugt ist, aber nach Walter Schlesinger als bereits in der Zeit bestehende Königskirche bzw. Burgwardkirche mit einer großen Pfarrei gilt. Im Jahr 1081 schenkte König Heinrich IV. seinem Getreuen Chitele die drei Dörfer Mutzschen, Böhlitz (heute Ortsteil der Stadt Mutzschen) und Mehlis (Wüstung zwischen Böhlitz und Prösitz) nebst allem Zubehör und allen Einkünften zu freiem Eigen, sowie den zu Mutzschen gehörenden Wald innerhalb angegebener Grenzen im Gau Chutizi in der Grafschaft Ekberts. Der Wald gehörte auch später als Mutzschener Heide oder Wermsdorfer Forst immer zur Herrschaft Mutzschen. In der am 18. März 1081 in Regensburg ausgestellten Urkunde ist ausdrücklich von villae die Rede und nicht von einer Burg. Trotzdem wird diese Urkunde bislang zumeist als Beleg für die Existenz einer Burg im 11. Jahrhundert genannt. In dem Reichsministerialen Chitele wird daher auch der mögliche Stammvater des später edelfrei gewordenen Geschlechts der Herren von Mutzschen gesehen. Der erste sichere Vertreter dieses Geschlechts ist Konrad von Mutzschen (Cunradus de Mutsin). Dieser nahm mit zahlreichen weiteren Edelherren und Ministerialen an der Gerichtsentscheidung des Markgrafen Dietrich des Bedrängten an der Schleifung der Burg Thorun (siehe hierzu Dohnaische Fehde) teil und wird in der 1206 in Dresden ausgestellten Urkunde als Zeuge aufgeführt und benannte sich wohl nach einer Burg bzw. einem Herrensitz in Mutzschen.

### Spätmittelalter
Wohl um 1290, sicher aber vor 1308 erwarben die Burggrafen von Leisnig Burg und Herrschaft Mutzschen. Von den vorherigen Herren, welche möglicherweise von Döben durch Wiprecht von Groitzsch vertrieben wurden und nach Mutzschen, Wermsdorf und Luppa gelangten, gibt es keine genauen Urkunden. In einer Urkunde von 1308 nennen sie Mutzschen erstmals „castrum nostrum“. Seither sind die Namen der Mutzschener Herren bekannt, sie entstammen dem Geschlecht der Leisniger Burggrafen. Um 1350 wird der Ort Mutzschen erstmals als oppidum bezeichnet.

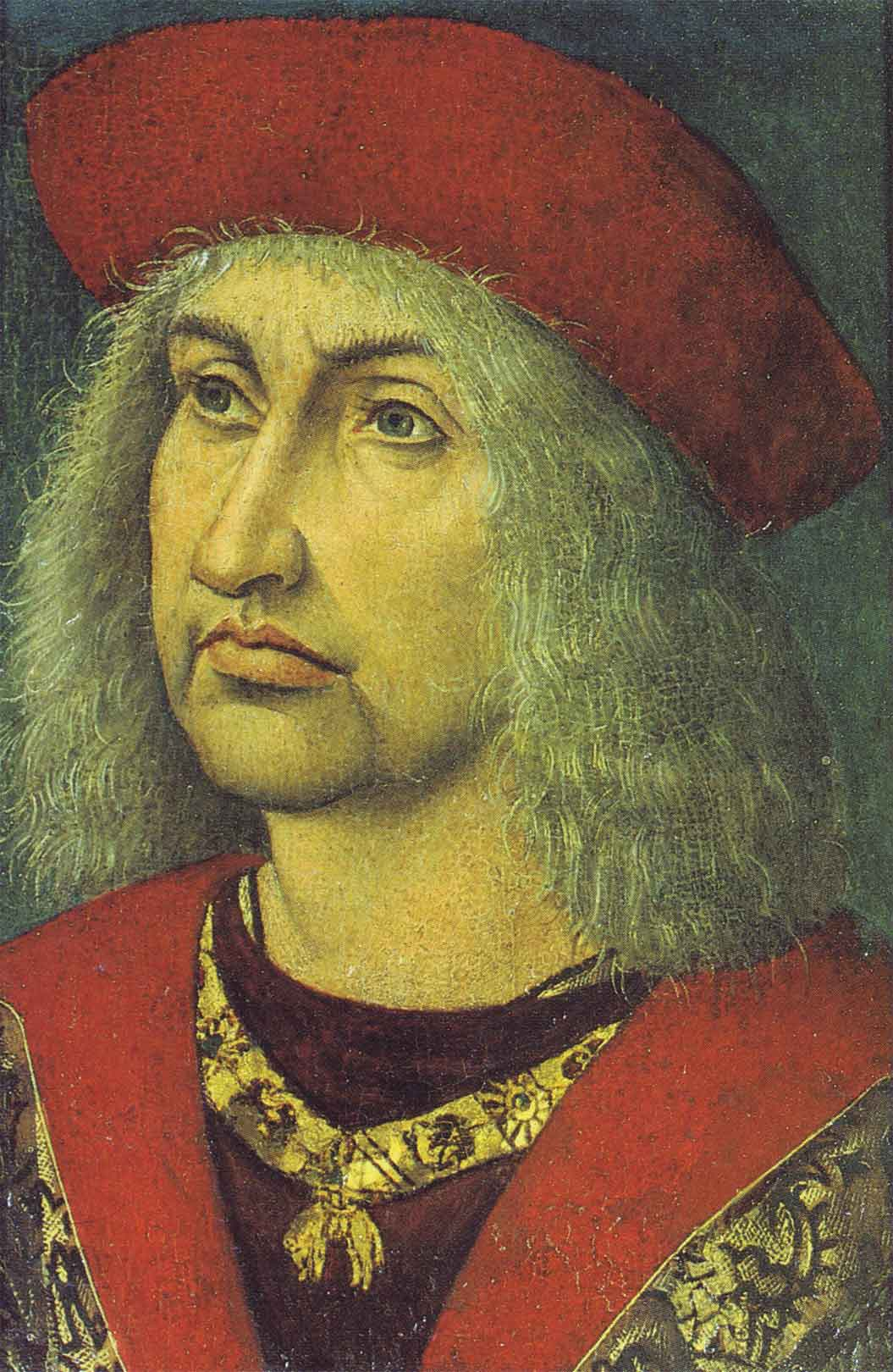
Albrecht der Beherzte

#### Familie Starschedel zu Mutzschen
Um 1400 wechselte die Burg in den Besitz der Familie von Starschedel, auch Starschädel genannt. Diese Familie stammte aus Starsiedel. Sie gelangte nach Mutzschen, nachdem die Wettiner 1376 die Burg Leisnig in Besitz nahmen und die dortigen Burggrafen entmachteten. Die Familie hatte sehr enge Beziehungen zu den Wettinern und war vermögend, denn sie besaßen an der Oberelbe Besitzungen so in Wehlen, Einnahmen aus Erbzoll und Kuxe am Silberbergbau im Erzgebirge. Bei der Altenburger Teilung im Jahre 1445 ist Heinrich von Starschedel als Zeuge und Besitzer von Mutzschen aufgeführt. Sein Sohn Heinrich III. von Starschedel ist Berghauptmann zu Schneeberg und Besitzer zahlreicher Kuxe. Der Wettiner Albrecht der Beherzte verlebte seine Kindheit und Jugend teilweise in Leisnig, vermutlich war er schon zu dieser Zeit mit Heinrich bekannt. Als Albrecht seine Pilgerreise nach Jerusalem antrat, war Heinrich einer seiner Begleiter. Nachdem Albrecht zum „Ritter des Jerusalemer Grabes“ ernannt worden war, hat er unter anderem auch Heinrich von Starschedel zum „Ritter des Heiligen Grabes“ geschlagen und ihm ein geheiligtes Schwert überreicht. Heinrich gelobte auf dieser Reise, sollte er gesund zurückkommen, ein Kloster zu stiften, was er auch mit der Gründung eines Servitenklosters im Mutzschen tat. Dieses Kloster wurde bald darauf durch die Reformation aufgelöst. Etliche Mönche konvertierten zu protestantischen Pfarrern, lediglich ein Mönch blieb katholisch und lebte bis zu seinem Tode in Mutzschen. Die Stadt Mutzschen erhielt von Heinrich von Starschedel die Gerichtsbarkeit (außer der Todesstrafe). Für die Stadt galt als Zeichen der Gerichtsbarkeit ein Gerichtsschwert, welches eine Nachbildung des Damaszenerschwertes von Heinrich war. Es ist heute im Stadtmuseum ausgestellt. Heinrich von Starschedel gründete zahlreiche Legate, die sein Sohn Moritz Dietrich nach seinem Tode im Jahre 1495 fortsetzte. Er teilt sich mit seinem Bruder Ernst das Schloss. Ernst wurde Domherr zu Meißen und stirbt 1529. Moritz Dietrich erwirbt 1515 Cannewitz und stirbt drei Jahre vor seinem Bruder 1526. Sein Sohn Dietrich war als junger Mann 1521 vom Auftritt des Martin Luthers in Worms derart begeistert, dass er immer wieder von diesem Erlebnis berichtete. Er wurde zum glühenden Anhänger Luthers, besuchte ihn mehrmals in Wittenberg und unterstützte ihn als Visitator bei der Auflösung der Klöster. Seine Nichte Anna Maria, die Tochter von Ernst, betreute er nach dessen Tode als Vormund. Diese war am Hof der Wettiner nach dem Schmalkaldischen Krieg mit einem Herzogssohn ein Verlöbnis eingegangen, was dessen Vater als nicht standesgemäß empörte. Aber das Eheversprechen war bindend. Der Herzog wendete sich an Luther, für den das aber eine zentrale theologische Frage war. Nach mehreren Jahren und vielen Verhandlungen wird die Streitfrage im Sinne des Herzoges entschieden. So heiratet der Sohn nicht die Anna von Starschedel, sondern die Tochter eines Pommernherzoges. Dietrich von Starschedel hatte vier Söhne: Heinrich, Haubold, Innocenz und Georg. Als ihr Vater Dietrich starb, bekamen sie aufgrund ihres unmündigen Alters Tham Pflugck († 1596) zum Vormund.

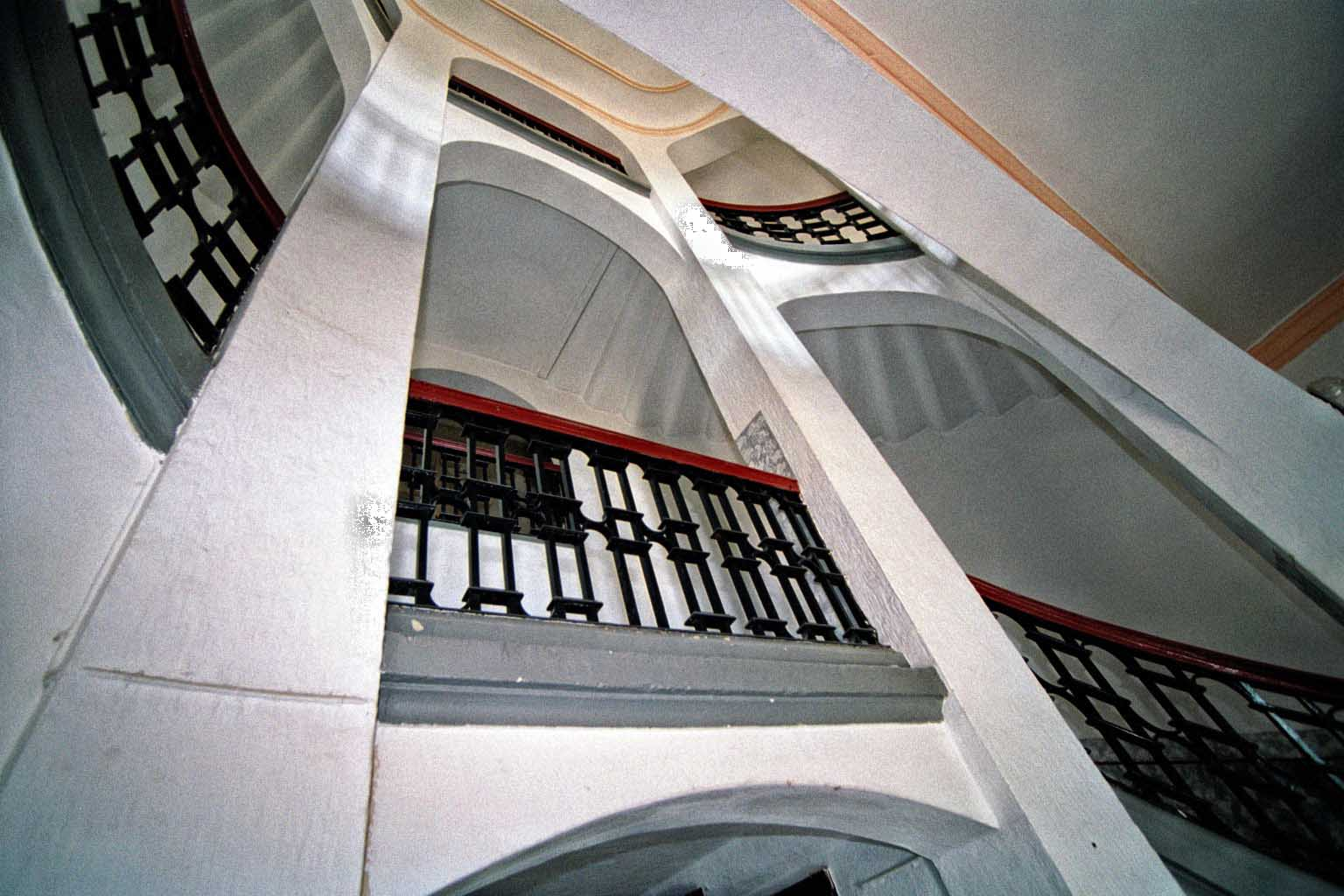
Schloss Mutzschen Treppenhaus

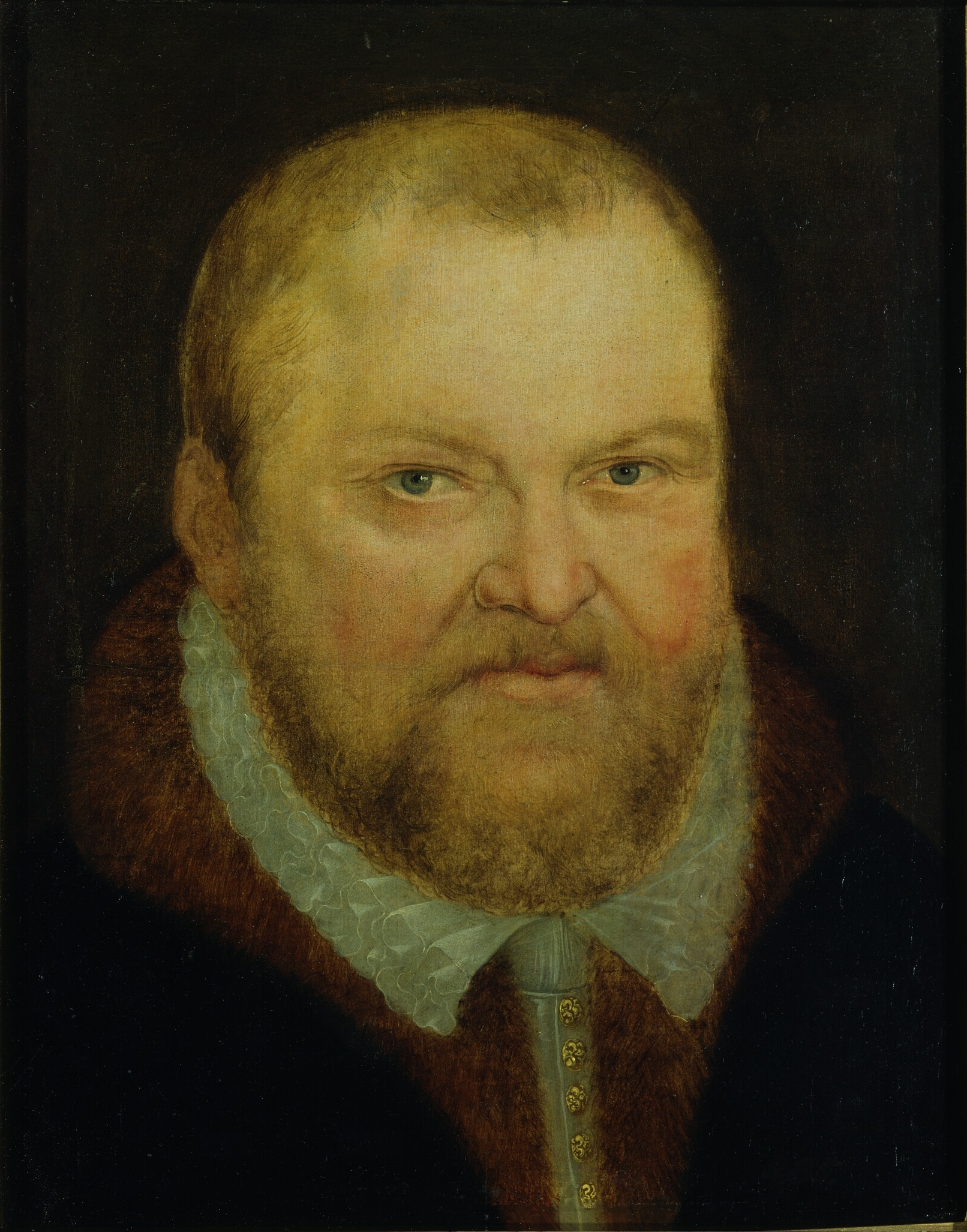
August von Sachsen (Gemälde von Lucas Cranach d. J., um 1550, Gemäldegalerie Alte Meister, Dresden)

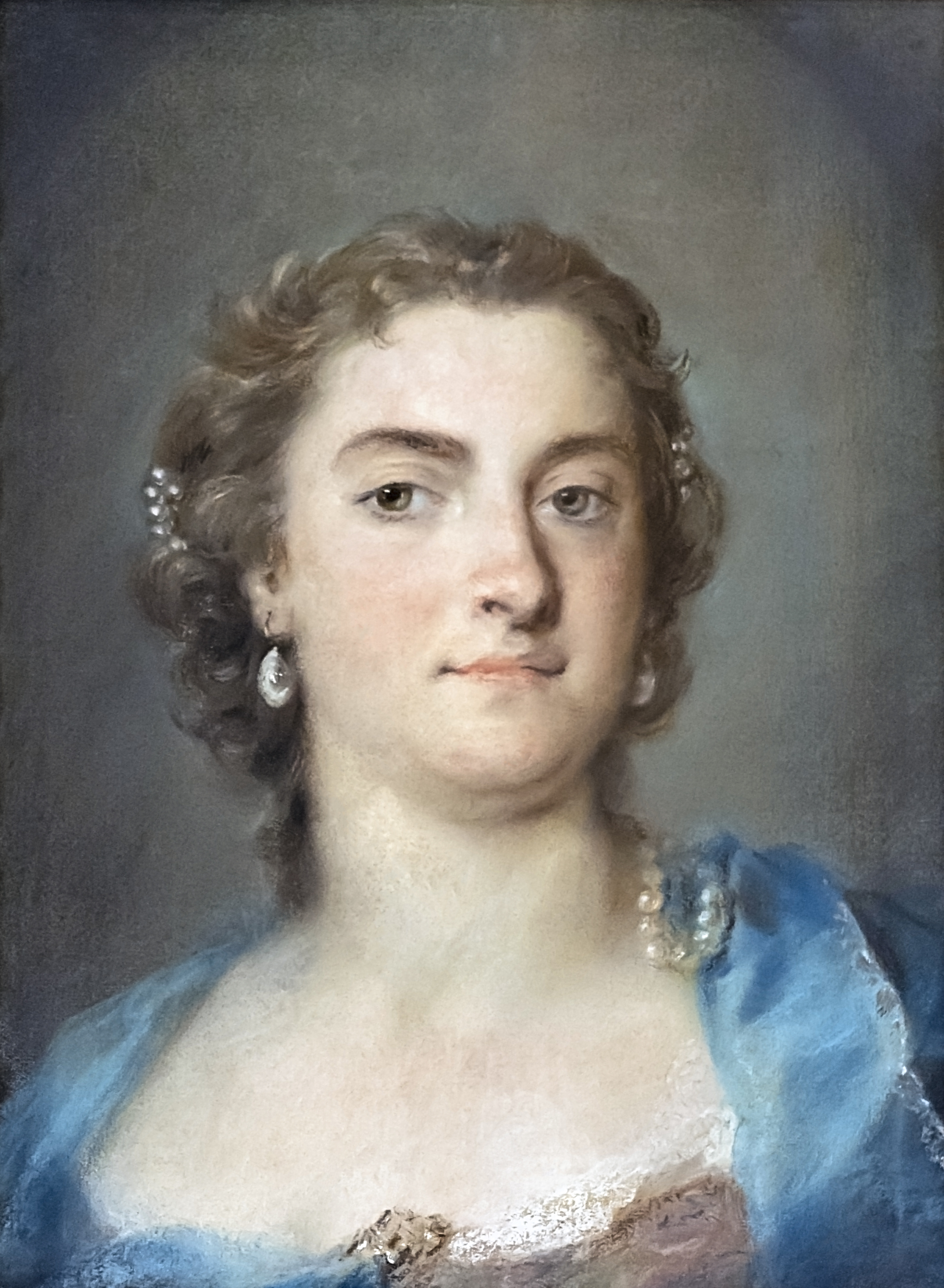
Faustina Bordoni, von Rosalba Carriera

### Neuzeit
Kurfürst August von Sachsen erwarb ab 1565 bis 1582 vom Vormund der vier unmündigen Starschedelschen Kinder Tham Pflugck, Burg, Rittergut, Ort und dazugehörige Ortschaften (neben Mutzschen waren das Böhlitz, Roda, Wermsdorf, Mahlis, Fremdiswalde, Göttwiz, Löbschütz, Merschwitz, Poischwitz, Serka, Wetteritz, Teile von Gastewitz, Jesewitz, Zschannewitz, Leipen und „Das Reich“), sowie die um 1500 angelegten Fischteiche und ließ die Burg wohnlicher im Stil der Renaissance umgestalten. Das schriftsässige Dorf Döbern wurde ins Amt Oschatz übertragen. Er war es, der die Brückenpfeiler in Stein errichten ließ und neue Steinlager für die hölzerne Zugbrücke schuf. Seine Gattin, Kurfürstin Anna wandelte die wirtschaftlichen Anlagen in ein Kammergut um. Bereits 1556 hatten die Herren von Starschedel Wermsdorf an den Kurfürsten verkauft, so dass dieser nun seine Herrschaft über den Wermsdorfer Forst ausdehnen konnte. August veränderte in Sachsen die politischen Strukturen nachhaltig, so gehörte zum Leipziger Kreis als eines der Ämter das Amt Mutzschen mit der Amtsstadt Mutzschen. Sein Vertreter war der Amtsschösser. Der Kurfürst ordnete unter anderem auch das Anlegen von Erbbüchern an. 1622 verkaufte Kurfürst Johann Georg I. von Sachsen Mutzschen an seinen Günstling, den Kammerrat Dr. David Döring (1577–1638). Döring verfügte alsbald nach Kauf der Gutes, dass der Amtsschösser das Schlossgebäude zu verlassen habe. Deshalb wurde das Amtsschösserhaus am Seilerberg im Barockstil errichtet. Während des Dreißigjährigen Krieges verbreiteten Holksche Reiter in Mutzschen Angst und Schrecken. Danach forderte die Pest zahllose Opfer. Der bereits erwähnte Stadtbrand vernichtete das Schloss 1681 völlig. Da Kurfürst August der Starke aber eine Unterkunft für seine großen Jagdgesellschaften im benachbarten Jagdschloss Wermsdorf benötigte, erließ er um 1703 die Weisung zum Wiederaufbau des Schlosses im Stil des Barock und zum Bau der heute sichtbaren Steinbrücke. Es entstand ein stattlicher zweigeschossiger Bau mit übergiebeltem Mittelrisalit, der 1752/54 erweitert und umgebaut wurde. Die Mutzschener Heide war durch Fürst von Fürstenberg für die Parforcejagd umgestaltet worden, so dass aufgrund der Hubertusjagden im Schloss zahlreiche Gäste nächtigten. Nachdem 1735 die Hubertusburg mit ihrem Theater fertiggestellt wurde, wohnten im Schloss die Schauspieler, außer der Sängerin Faustina Bordoni, der Göttlichen Faustina, welche in Hubertusburg nächtigte. Durch Heirat erwarb 1740 Generaloberst Heinrich von Canitz den Besitz. Er war am Hofe von August dem Starken hoch angesehen. Als er in Dresden verstarb, brachte man seinen Leichnam mit großen Geleit im Königlichen Leichenwagen nach Mutzschen, wo er auf eigenen Wunsch in der Stadtkirche beigesetzt wurde. Mit Beginn des Siebenjährigen Krieges 1756 wurde Mutzschen von den Preußen besetzt. Das Schloss wurde Offiziersquartier. Weil im Mittelalter im Schlossberg die von Agricola als Mutzschener Diamanten bezeichneten Achatkugeln, die teilweise Einschlüsse von Bergkristall oder Amethyst enthielten, bergmännisch abgebaut wurden, durchzogen den Schlossberg viele Gänge. Deshalb erfolgt 1776 der Befehl, den Abbau ganz einzustellen und die Gänge zu verschließen, da befürchtet wurde, dass die darauf befindlichen Gebäude einstürzen würden. Nach dem Tode von Canitz wurde der Besitz an die Töchter weitervererbt, so dass ab da der Besitz unter wechselndem Namen, so 1759 unter dem Besitzer Herr Otto Friedrich von Xanthier auftritt. Nach 1831 erfolgte in Sachsen die Ablösung der Bauern, die Rittergüter mussten ihre Gerichtsbarkeit abgeben und sich an ein örtliches Gericht anschließen. Die Erben Canitz entschieden sich für das Dorf Böhlitz. Darum wurde das Mutzschener Rittergut ab diesem Zeitpunkt in Urkunden Rittergut Böhlitz genannt. 1847 war Schloss Mutzschen im Besitz des sächsischen Gerichtsdirektors Friedrich Hermann Gaudich aus Pirna, der das Rittergut Gaudichsroda gründete. Gaudich ließ am und im Schloss Verschönerungsarbeiten vornehmen. 1852 starb Gaudich und seine Erben verkauften an den Großkaufmann Heinrich Carl Steinbrück aus Erfurt, der es an seinen Schwager und Architekten Gustav Kufahl verpachtete. 1873 übernahm Paul Kleemann den Besitz und verkaufte 1874 an Herrmann Tränhardt. 1901 kauft der Rittergutsbesitzer Emil Naumann auf Sitten und Kroptewitz als Treuhänder das Rittergut im Auftrag acht seiner ehemaligen Offizierskameraden. Sie erhielten von König Albert für ihre Verdienste im Deutsch-Französischen Krieg von 1870/71 als Dank eine größere Geldzuwendung, welche aus den vom deutschen Kaiser an Sachsen gegebenen Reparationszahlungen Frankreichs stammte. Dr. Emil Naumann gründete eine Stiftung und setzte einen Verwalter ein. Am 15. November 1939 wird das gesamte Ensemble mit Schloss, Hungerturm, Torwächterhaus und Schlosspark unter Denkmalschutz gestellt. In Leipzig erging 1942 der Befehl, alle wertvollen Altäre in die Universitätskirche zu bringen. Von dort wurden diese mit allem transportierbarem Gute der Universitätskirche, der einzelnen Fachabteilungen (Geologie, Physik, Chemie) nach Mutzschen gebracht und in den Gängen des ehemaligen Bergwerkes eingelagert. So lagerten seit Dezember 1943 die Bestände der Handschriftenabteilung der Universitätsbibliothek Leipzig (u. a. 7.448 Handschriften, 2.826 Inkunabelbände, 155.000 Autographen und die kostbare Münzsammlung) in Kisten verpackt, in den Gängen des Schlossberges. Die Einlagerungen waren so umfangreich, dass die Handelshochschule Leipzig nur noch Bücher einlagern konnte, so waren die Gänge im Schlossberg ausgefüllt. Die eingelagerten Güter befanden sich nie in Mutzschener Hand. Die Bevölkerung hatte davon keine Kenntnis und nutzte bei Fliegeralarmen ausschließlich Gänge außerhalb des Schlossberges. Glücklicherweise fielen auf Mutzschen keine Bomben und es fanden auch keine Kriegshandlungen statt. Gegen Ende des Krieges kamen Flüchtlinge aus dem Rheinland und wohnten kurzzeitig im Schloss.

### Das Schloss nach dem Ende des Zweiten Weltkrieges
Nicht einmal die Flüchtlinge erfuhren etwas von den eingelagerten Gütern. Die Amerikaner fuhren ein paar Mal auf ihren Jeeps zur Streife durch Mutzschen, hielten am Schloss und fuhren wieder zu ihrem Hauptstützpunkt nach Wermsdorf zurück. Von den eingelagerten Kunstwerken erfuhren sie nie etwas. So konnte 1946 alles unbeschädigt an die Universität Leipzig zurückgegeben werden. Nur der Handelshochschule Leipzig waren durch die Kriegswirren einige Bücher abhandengekommen.

### Nutzung in der DDR und nach der Wende

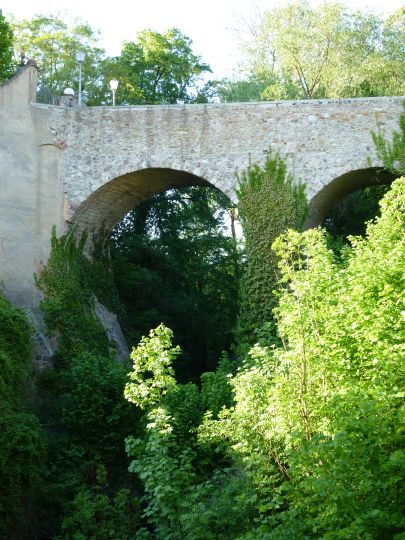
Sanierte Schlossbrücke

Nach Ende des Zweiten Weltkriegs wurde 1945 durch die Bodenreform die Dr.-Emil-Naumann-Altstiftung enteignet. Im Sommer 1946 wurde das Schloss der Jugend und dann der FDJ übergeben. Eine Bezirksjugendschule wurde eingerichtet. Im kleinen Saal wurden Konzerte durchgeführt. 1959 wurde im Torwächterhaus von Natur- und Heimatfreunden ein Heimatmuseum, das heutige Stadtmuseum Mutzschen eingerichtet. Die Heimatstube wurde ins Torwächterhaus in zwei Räumen und im Hungerturm eingerichtet, leider rutschte der Teil des Gebäudes ab und es erfolgte eine provisorische Auslagerung, zuletzt in die Grimmaische Straße. Erst 1999 entstand das heutige Stadtmuseum. Darin befinden sich Exponate von der Ur- und Frühgeschichte bis zur unmittelbaren Vergangenheit, darunter Keramik, Handwerkerutensilien, Exponate zum Schul- und Vereinsleben und zur Feuerwehr. Der untere Teil des quadratischen Wohnturmes, welche durch einen neu eingebrochenen Eingang nutzbar gemacht wurde, wurde durch die Gemeinde und Vereine für romantische Veranstaltungen bei Fackelschein benutzt. 1962 endete die Zeit der Jugendschule und es wurde ab 1963 eine Jugendherberge mit 105 Betten eingerichtet. Eine Übernachtung kostete 0,25 M pro Kind und 0,50 M pro Erwachsener. 1968 bis 1970 wohnten 78 junge Vietnamesinnen im Schloss, erlernten die deutsche Sprache und erhielten eine Berufsausbildung. Nach der deutschen Wiedervereinigung 1990 blieb der Jugendherbergsbetrieb zunächst erhalten, musste jedoch 2003 wegen brandschutzrechtlicher Bedenken eingestellt werden. 2000 wurde die Schlossbrücke saniert. Im Jahr 2003 und 2004 erfolgte im Auftrag eines Investors eine bauhistorische und restauratorische Untersuchung des Schlosses durch die beiden Berliner Bauhistoriker Yngve Jan Holland und Andreas Potthoff in Zusammenarbeit mit den Restauratorinnen Sonia Cardenás und Jeanette Koletzki, in der die Baugeschichte des Gebäudes erstmals systematisch erfasst und in einem Gutachten dargestellt wurde. Weitere Gutachten für Nutzungskonzepte folgten im Auftrag der Stadt Mutzschen. Begonnene Entkernungsmaßnahmen wurden nicht fachgerecht ausgeführt, alle hoffnungsvollen Verwertungs- und Verkaufspläne zerschlugen sich. So auch 2009 das in Aussicht gestellte Projekt eines Naturheilzentrums mit Wellnesslandschaft, mit dem Namen: „Europeum“. Handfeste Gründe liegen unter anderem in der Überzeugung der Verantwortlichen der Stadt Mutzschen, man könne beim Verkauf des durch die Bodenreform enteigneten Eigentums der Altstiftung einen Erlös von 600.000,00 € erzielen. 2007 erfolgte im Bereich des Schlosshofes eine archäologische Grabung durch den Bereich für Ur- und Frühgeschichte der Friedrich-Schiller-Universität Jena. Dabei wurden neben mittelalterlichen auch prähistorische Funde geborgen und der 1972 nur angeschnittene Graben auf der gesamten Breite von ca. 5 m und 1,50 m Tiefe erfasst. Die genaue Datierung dieser Funde steht noch aus. 2016 kaufte Deborah Hey, eine in Seattle/USA lebende Unternehmerin, das Schloss für den symbolischen Betrag von 1 €. Sie möchte ein Hotel für Motorradfahrer einrichten und hat als Beginn dieses Projektes das Torwächterhaus sanieren lassen und es ist darin das sogenannte Moto-Soul-Café entstanden.

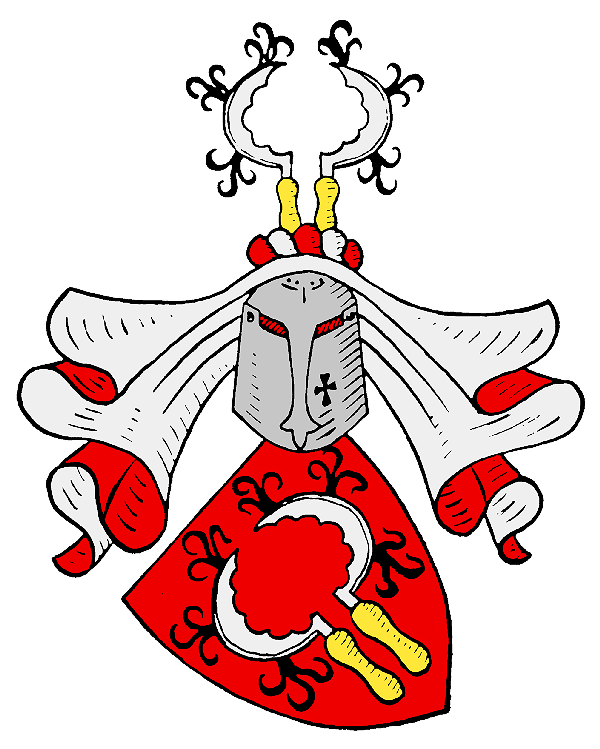
Wappen derer von Lüttichau

## Trivia
Über das Schloss Mutzschen gibt es eine Reihe von Gespenstersagen der Neuzeit in Sachsen. So soll eine Weiße Frau durchs Schloss geistern. 1659 hat auf dem Schloss eine Köchin Magdalena gedient, welcher mehrmals ein Gespenst erschienen war. Einmal ist ihr das Gespenst mit einem Trauerschleier in der Küche erschienen, nachts polterte das Gespenst durch das Schloss. Auch einem Pfarrer ist das Gespenst mit einem Elefantenrüssel erschienen. Dieses Gespenst hat sich übrigens noch bis ins 19. Jahrhundert sehen lassen. Die Familie von Lüttichau, der das Schloss gehörte, zog deshalb nur wenige Wochen im Jahre hin und die Gattin eines der letzten Besitzer, die kurz vor ihrem Ende daselbst einige Wochen wohnte, hat es durch Rufen und Türwerfen derart erschrocken, dass sie bald darauf starb. Auch das Personal habe oft Stimmen rufen gehört, obwohl niemand im Schloss war.